# Phacellium mespili
Phacellium mespili är en svampart som först beskrevs av Woron., och fick sitt nu gällande namn av U. Braun 1994. Phacellium mespili ingår i släktet Phacellium och familjen Mycosphaerellaceae.   Inga underarter finns listade i Catalogue of Life.